# Euepedanus trispinosus
Euepedanus trispinosus is een hooiwagen uit de familie Epedanidae.